# تیوریوشلیا
تیوریوشلیا (انگلیسی: Tyuryushlya) یک شهرک در شهرستان استرلیتاماکسکی استان باشقیرستان کشور روسیه است.